# Hoheria glabrata
Hoheria glabrata (Engels: Mountain lacebark) is een plantensoort uit de kaasjeskruidfamilie (Malvaceae). Het is een kleine bladverliezende struik die 10 meter groot kan worden. De langgesteelde bladeren zijn dun, breed aan de basis en versmallend naar de punt. De bladranden zijn bezet met veel ongelijke stompe tanden. De struik heeft witte bloemen, die zich ontwikkelen tot droge, smal gevleugelde vruchten.
De soort komt voor op het Zuidereiland in Nieuw-Zeeland. Hij komt daar voornamelijk voor ten westen van de Nieuw-Zeelandse Alpen in vochtige bergachtige gebieden. Dit verspreidingsgebied strekt zich meer oostwaarts uit tot in de centrale delen van de regio Otago, waar hij voorkomt naast de soort Hoheria lyallii. De struik groeit in montane tot sub-alpiene gebieden en in verschillende habitats, waaronder bosranden, open bossen, bergachtig struikgewas en langs rivier- en beekoevers.